# Позиционирование в маркетинге
Позиционирование относится к инструменту для продвижения бренда, которое бренд занимает в сознании покупателей и что  его отличает от продуктов конкурентов (Конкурентное преимущество).  Чтобы позиционировать товары или бренды, компании могут подчеркнуть отличительные черты своего бренда (что это такое, что делает и как и т.д.) Или могут попытаться создать подходящий имидж (недорогой или премиальный, утилитарный или роскошный, вход - низкого или высокого уровня и т. д.) через комплекс маркетинга .  Как только бренд достиг сильной позиции, может быть трудно изменить его положение. 
Позиционирование является одной из самых мощных маркетинговых систем.  Изначально  позиционирование было сфокусировано на продукте, а вместе с Рисом и Траутом выросло до создания репутации продукта и рейтинга среди продуктов конкурента.  Schaefer и Kuehlwein расширяют концепцию за пределы материальных и рациональных аспектов и включают «значение», которое несет миссия или миф бренда   Прежде всего, позиционирование - это «место, которое бренд занимает в сознании своей целевой аудитории».    Позиционирование теперь является обычной маркетинговой деятельностью или стратегией.  Национальная стратегия позиционирования часто может использоваться или слегка изменяться в качестве инструмента для приспособления к выходу на зарубежные рынки.  
Истоки концепции позиционирования неясны.  Ученые предполагают, что он мог появиться в растущей рекламной индустрии в период после Первой мировой войны , только чтобы быть образцовым и популярным в 1950-х и 60-х годах.  Концепция позиционирования стала очень влиятельной и продолжает развиваться таким образом, чтобы обеспечить ее актуальность и актуальность для практикующих маркетологов.

## Определения
Дэвид Огилви отметил, что хотя реально не было единого мнения о определении позиционирования среди маркетологов, его значение таково: «Что делает продукт и для кого он».  Например, Dove успешно позиционируется как мыло, для женщин с сухими руками, а не как продукт для мужчин с грязными руками. 
Рис и Форель выдвинули несколько определений позиционирования.  В статье « Промышленный маркетинг», опубликованной в 1969 году, Джек Траут заявил, что позиционирование - это интеллектуальное устройство, используемое потребителями для упрощения ввода информации и хранения новой информации в логическом месте.  Он сказал, что это важно, потому что типичный потребитель перегружен нежелательной рекламой и имеет естественную тенденцию отбрасывать всю информацию, которая не сразу находит удобную (и пустую) ячейку в их сознании.   В « Позиционировании: битва за разум» дуэт расширил определение как «организованная система поиска окна в уме».  Он основан на концепции, что общение может происходить только в нужное время и при правильных обстоятельствах ". 
Позиционирование тесно связано с понятием воспринимаемой ценности.  В маркетинге ценность определяется как разница между оценкой потенциальным клиентом выгод и затрат на один продукт по сравнению с другими.  Ценность может быть выражена в многочисленных формах, включая преимущества продукта, особенности, стиль, соотношение цены и качества. 

## Происхождения
Точное происхождение концепции позиционирования не совсем ясно.  Cano (2003), Schwartzkopf (2008) и другие утверждают, что концепции сегментации рынка и позиционирования были центральными для молчаливых знаний, которые освещали рекламу бренда с 1920-х годов, но не стали кодифицированными в маркетинговых учебниках и журнальных статьях до 1950-х 60 - е годы.  
Элу Райсу и Джеку Трауту часто приписывают разработку концепции позиционирования продукта или бренда в конце 1960-х годов путем публикации серии статей, за которыми следует книга.  Райс и Траут, бывшие руководители рекламных компаний, опубликовали статьи о позиционировании в сфере промышленного маркетинга в 1969 году и в рекламном веке в 1972 году.   К началу 1970-х годов позиционирование стало популярным среди маркетологов, особенно в сфере рекламы и продвижения.  В 1981 году Райс и Форель опубликовали свою классическую книгу « Позиционирование: битва за разум» .  Тем не менее, специалисты по маркетингу оспаривают утверждение, что Райс и Траут разработали эту концепцию.  По словам Стивена Фокса, Эл Рис и Джек Траут «возродили концепцию и сделали ее своей торговой маркой». 

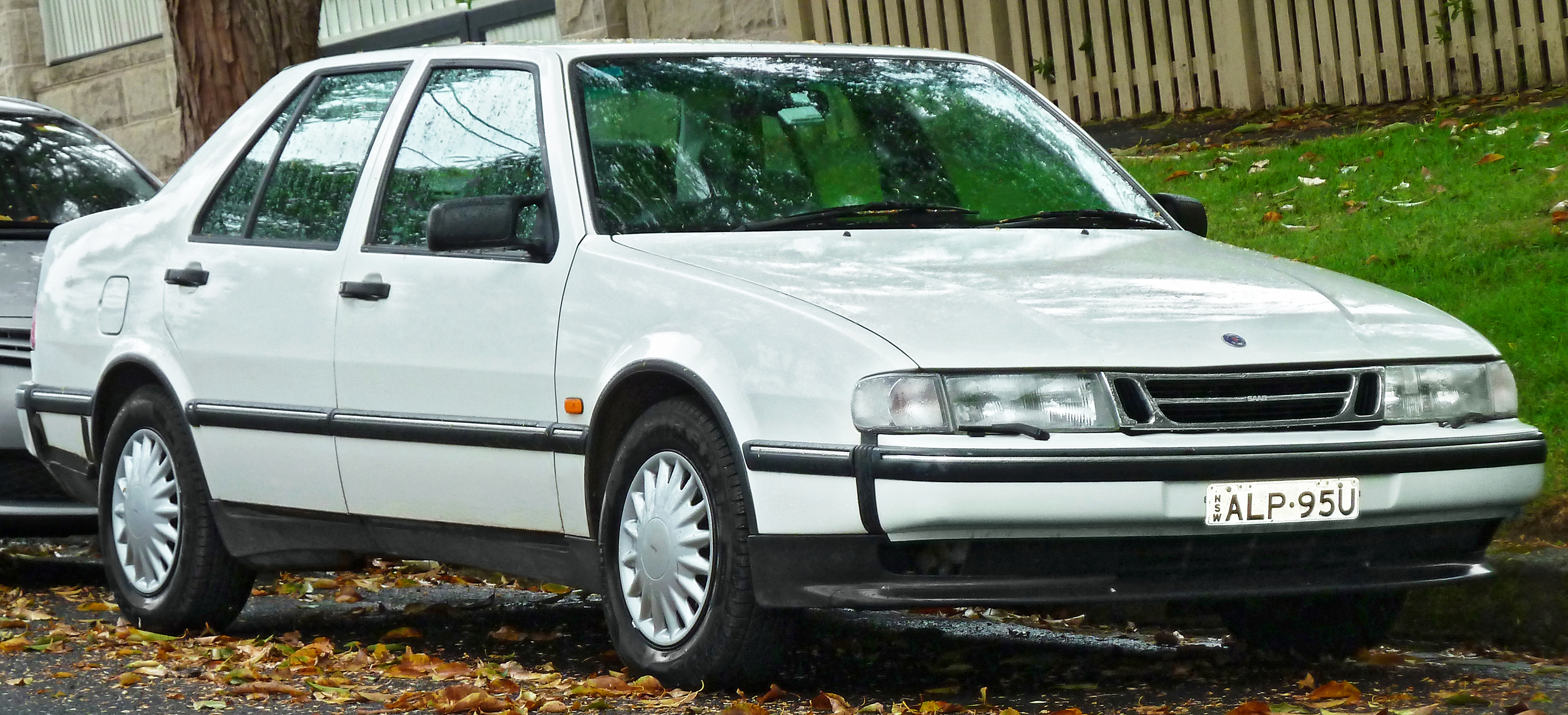
В 1961 году Огилви позиционировал Saab как автомобиль для европейской зимы

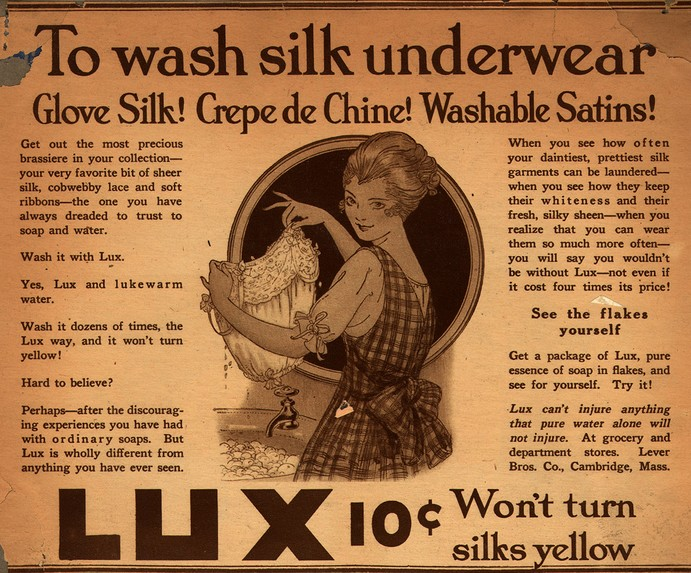
Люкс, печатная реклама (1916) позиционировал мыло как нежный продукт для стирки деликатной одежды

Некоторые ученые считают, что гуру рекламы Дэвид Огилви (David Ogilvy) разработал концепцию позиционирования в середине 1950-х годов, по крайней мере, за десять лет до того, как Рис и Траут опубликовали свою классическую серию статей.   В своих ранних работах Рис и Траут предполагают, что концепция позиционирования широко использовалась в рекламной индустрии до 1950-х годов.  Собственные работы Огилви показывают, что он хорошо знал эту концепцию и обучил свою творческую команду этой идеей, по крайней мере, с 1950-х годов.  Среди прочего, Огилви писал, что «самое важное решение - как позиционировать свой продукт», и  «Каждый в организации должен понимать позиционирование бренда и использовать его в качестве контекста для принятия решений»  и «Каждая реклама является частью долгосрочных инвестиций в личность бренда ".   Известно, что Огилви использовал концепцию позиционирования в нескольких кампаниях в середине 1950-х и начале 1960-х, задолго до того, как Рис и Траут опубликовали свои статьи о позиционировании.  По словам Огилви, в связи с кампанией «Голубь», начатой в 1957 году, «я мог бы позиционировать« Дава »как стиральный порошок для мужчин с грязными руками, но вместо этого решил разместить его в качестве туалета для женщин с сухой кожей.  Это все еще работает 25 лет спустя. "   Относительно кампании SAAB, начатой в 1961 году, Огилви позже напомнил, что «В Норвегии автомобиль SAAB не имел измеримого профиля.  Мы позиционировали его как машину на зиму.  Три года спустя он был признан лучшим автомобилем для норвежских зим ». 
Тем не менее, другие ученые предположили, что суть позиционирования может иметь гораздо более раннее наследие, приписывая концепцию работе рекламных агентств в США и Великобритании в первые десятилетия двадцатого века.  Кано, например, утверждает, что специалисты по маркетингу следовали конкурентным подходам к сегментации рынка и позиционированию продукта в первые десятилетия двадцатого века; задолго до того, как эти понятия были введены в маркетинговую литературу в 1950-х и 60-х годах.   Примерно с 1920 года американское агентство J. Walter Thompson (JWT) начало фокусироваться на развитии индивидуальности бренда, имиджа бренда и идентичности бренда - концепций, которые очень тесно связаны с позиционированием.  Через Атлантику английское агентство WS Crawford's Ltd начало использовать концепцию «индивидуальность продукта» и «рекламную идею», утверждая, что для стимулирования продаж и создания «покупательской привычки» реклама должна «создать определенную ассоциацию идей вокруг товаров ».   Например, в 1915 году JWT приобрела рекламный аккаунт мыла Lux.  Агентство предложило расширить традиционное позиционирование в качестве продукта для шерстяной одежды, чтобы потребители увидели его как мыло для использования на всех тонких тканях в домашнем хозяйстве.  Для реализации Lux был позиционирован с более престижной позицией и начал долгую связь с дорогой одеждой и высокой модой.  Кано утверждает, что стратегия позиционирования, используемая JWT для Lux, продемонстрировала глубокое понимание того, как потребители мысленно создают образы бренда.  JWT признало, что реклама эффективно манипулирует символами, которые используются совместно.  В случае с Lux, бренд отключен от изображений бытовой рутины и связан с образами отдыха и моды. 
Будучи руководителями рекламы в начале своей карьеры, Райс и Траут были знакомы с концепцией позиционирования в своей работе.  Рис и Форель кодифицировали молчаливые знания, которые были доступны в рекламной индустрии; популяризация концепции позиционирования с публикацией их статей и книг.  Рис и Траут оказали большое влияние на распространение концепции позиционирования от рекламного сообщества до более широкого маркетингового общества.  Их статьи должны были стать очень влиятельными.   К началу 1970-х годов позиционирование стало популярным среди маркетологов, особенно тех, кто работал в области рекламы и продвижения.  В 1981 году Райс и Форель опубликовали свою классическую книгу « Позиционирование: битва за разум» (McGraw-Hill 1981).  Концепция пользуется неизменной популярностью как у рекламодателей, так и у маркетологов, как предлагает Маггард  который отмечает, что позиционирование предоставляет планировщикам ценный концептуальный инструмент, который эффективно используется для того, чтобы сделать различные методы стратегии более значимыми и продуктивными. 
Несколько крупных брендов - Lipton , Kraft и Tide - разработали «точно сформулированные» позиционные заявления, которые определяли, как продукты будут упаковываться, рекламироваться и рекламироваться в 1950-х и 1960-х годах.  В статье «Как родились бренды: краткая история современного маркетинга», говорится: «Это стало началом почти 50-летнего маркетинга, где« выигрыш »определялся пониманием потребителя лучше конкурентов и получением полного ассортимента бренда. 'правильно.   Эта ранняя тактика позиционирования была сосредоточена на самом продукте - его «форме, размере упаковки и цене», по словам Эла Риса и Джека Траута 
Концепция позиционирования продолжает развиваться.  Традиционно называемая позиционированием продукта, концепция была ограничена из-за ее ориентации на один продукт.   В дополнение к предыдущему фокусу на продукте, позиционирование теперь включает в себя создание репутации бренда и конкурентоспособности.   Джон П. Маггард отмечает, что позиционирование предоставляет планировщикам ценный концептуальный инструмент для реализации более значимых и продуктивных маркетинговых стратегий .   Многие специалисты по брендингу делают позиционирование частью стратегии бренда и даже маркируют его как «позиционирование бренда».    Однако в книге « Доберись до Ага!» Энди Каннингем (Andy Cunningham) обнаруживает вашу ДНК позиционирования и доминирует в конкурентной борьбе. Предполагается, что брендинг на самом деле «происходит от позиционирования, это эмоциональное выражение позиционирования.  Брендинг - это залог позиционирования Инь, и когда обе части объединяются, у вас появляется ощущение идентичности компании в целом ». 

## Разработка позиционирования

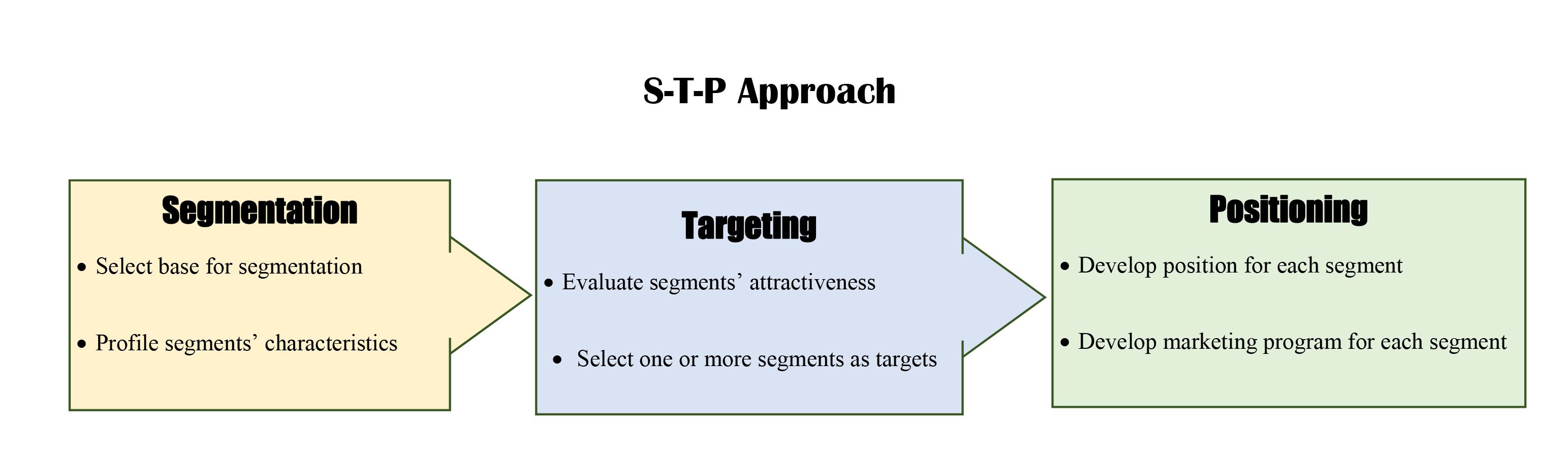
Подход STP выделяет три области принятия решений

Позиционирование является частью более широкой маркетинговой стратегии, которая включает в себя три основных уровня принятия решений, а именно сегментацию, таргетирование и позиционирование, иногда называемые подходом STP:
Сегментация : относится к процессу разделения широкого потребительского или делового рынка, обычно состоящего из существующих и потенциальных клиентов, на подгруппы потребителей (известные как сегменты)  Либо деление аудитории на более узкие аудитории. Например многие компании, при продаже продукции Apple разделяют аудиторию текстом, давая каждой аудитории то, что им необходимо. Мужчинам - престиж, надежное качество. Девушкам - крутую камеру и красивые селфи.
Таргетирование : относится к выбору сегмента или сегментов, которые станут объектом особого внимания (известные как целевые рынки ). 
Позиционирование : относится к общей стратегии, которая «направлена на то, чтобы бренд занимал определенную позицию относительно конкурирующих брендов в сознании потребителя» 
В общих чертах, есть три широких типа позиционирования: функциональная, символическая и основанная на опыте позиция.  Функциональные позиции решают проблемы, предоставляют выгоды клиентам или получают благоприятное восприятие со стороны инвесторов ( профиль акций ) и кредиторов.  Символические позиции касаются повышения самооценки, идентификации эго, принадлежности и социальной значимости, аффективной реализации.  Опытные позиции обеспечивают сенсорную и когнитивную стимуляцию. 

### Заявление о позиционировании
Как теоретики, так и практики утверждают, что заявление о позиционировании должно быть написано в формате, который включает в себя определение целевого рынка , потребностей рынка, наименования и категории продукта, ключевого преимущества и основы отличия продукта от любых конкурирующих альтернатив.   Основной шаблон для написания заявлений о позиционировании выглядит следующим образом: «Для (целевого клиента) who (заявление о необходимости или возможности) (название продукта) является (категория продукта), что (заявление о ключевой выгоде - то есть убедительная причина покупать).  В отличие от (первичная конкурентная альтернатива), наш продукт (заявление о первичной дифференциации). "   В следующем текстовом поле показан аннотированный пример того, как этот оператор позиционирования может быть переведен для конкретного приложения.
| Аннотированный пример оператора позиционирования | Volvo |
| --- | ----- |
| Для более высокого дохода, другие покупатели автомобилей марки переключения [целевая аудитория] ; Volvo - это дифференцированный бренд престижных автомобилей [маркетинговая стратегия] , Это дает преимущества безопасности [устранение проблем], а также престиж [социальное одобрение] . Реклама Volvo должна подчеркивать безопасность и производительность [стратегия сообщения] и Необходимо упомянуть престиж как входной билет в категорию И будет преуменьшать свою прежнюю ориентацию на семейный автомобиль в интересах привлечения более широкого круга пользователей. |       |

Примечания. Аннотации, добавленные в квадратных скобках, не были включены в исходный оператор позиционирования, но включены сюда, чтобы показать, как общий формат и элементы операторов позиционирования, описанные в предыдущем обсуждении, были применены к конкретному примеру, который в данном случае это вольво.

### Дифференциация против позиционирования
Дифференциация тесно связана с концепцией позиционирования.  Дифференциация - это то, насколько продукт компании уникален, будучи первым, наименее дорогим или каким-то другим отличительным фактором.  Продукт или торговая марка могут иметь много различий, но не все они могут быть значимыми или релевантными для целевого рынка.  Позиционирование - это нечто (восприятие), которое происходит в умах целевого рынка, тогда как дифференциация - это то, что делают маркетологи, будь то через дизайн продукта, ценообразование или рекламную деятельность. 

## Стратегии

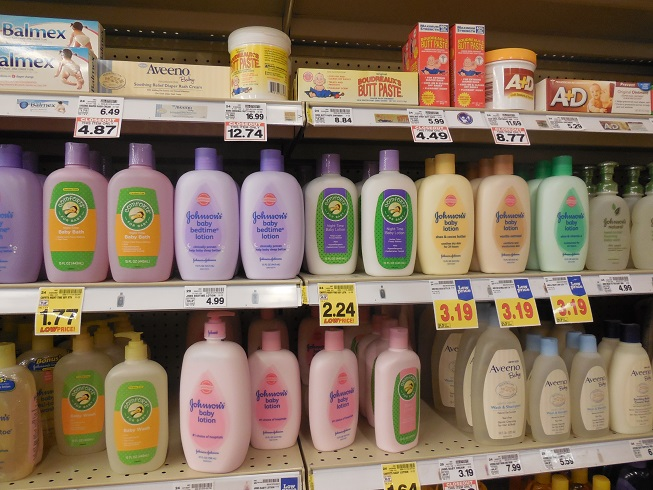
Товары для детской ванны J & J ориентированы на пользователя или сегмент, а именно на детей

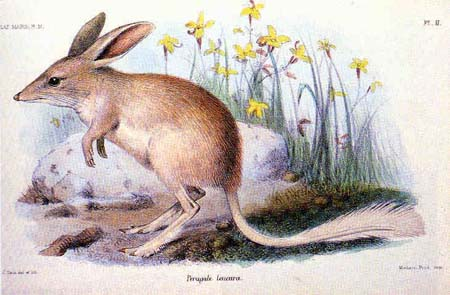
Шоколадные конфеты Haigh прекратили делать шоколадные пасхальные кролики, заменив их пасхальными конфетами как культурно приемлемый символ Пасхи в Австралии

Чтобы добиться успеха на определенном рынке, продукт должен занимать «явное, четкое и правильное место в сознании всех потенциальных и существующих потребителей».   Помните про теорию 4P. Это должно быть также относительно других конкурирующих продуктов, с которыми конкурирует бренд.   Это может потребовать значительного изучения восприятия клиентов и деятельности конкурентов, чтобы гарантировать, что точки различий имеют смысл в сознании клиентов.  Перцептивное картирование (обсуждаемое ниже) часто используется для этого типа исследований.
Видимость и узнаваемость - вот что такое позиционирование продукта, поскольку позиционирование продукта - это то, что продукт представляет для покупателя, на которого ориентирован бизнес.  Поскольку рынки становятся все более конкурентными, у покупателя появляется все больший выбор, и процесс выделения одного бренда из числа конкурирующих брендов становится решающим фактором успеха.   Крайне важно, чтобы у продукта или услуги была четкая идентификация и соответствие потребностям целевых потребителей, поскольку они не только приобретут продукт, но и могут обеспечить большую прибыль для компании за счет увеличения добавленной стоимости. 
Ряд различных стратегий позиционирования был процитирован в маркетинговой литературе: 
| подходы | пример |
| --- | --- |
| Преимущественное позиционирование (Быть первым, кто претендует на преимущество или функцию)                                                                          | Фишки Смита - оригинальные и до сих пор лучшие                                                                                     |
| Превосходное позиционирование (Быть лучшим или демонстрировать какое-то превосходство)                                                                               | Гамбургеры лучше у Голодного Джека                                                                                                 |
| Эксклюзивное позиционирование (Быть членом эксклюзивного клуба или группы)                                                                                           | XYZ Ltd - компания из списка Fortune 500                                                                                           |
| Позиционирование в категории (Сильная регистрация как категории, так и бренда)                                                                                       | В категории престижных автомобилей Volvo является безопасной альтернативой                                                         |
| Позиционирование по стратегии конкурента (Используйте стратегию конкурента в качестве ориентира)                                                                     | Avis - мы номер два, поэтому мы стараемся                                                                                          |
| Позиционирование в соответствии с преимуществами продукта (Подчеркните проблему, необходимость или выгоду, когда фирма может предложить превосходное удовлетворение) | Зубная паста с отбеливанием, контролем зубного камня или защитой эмали (или множество преимуществ)                                 |
| Позиционирование в соответствии с атрибутом продукта | Dove на четверть состоит из увлажняющего крема                                                                                     |
| Позиционирование по случаю использования (Может быть связан с сезонными продуктами)                                                                                  | Cadbury Roses Chocolates - для подарка или высказывания «Спасибо»                                                                  |

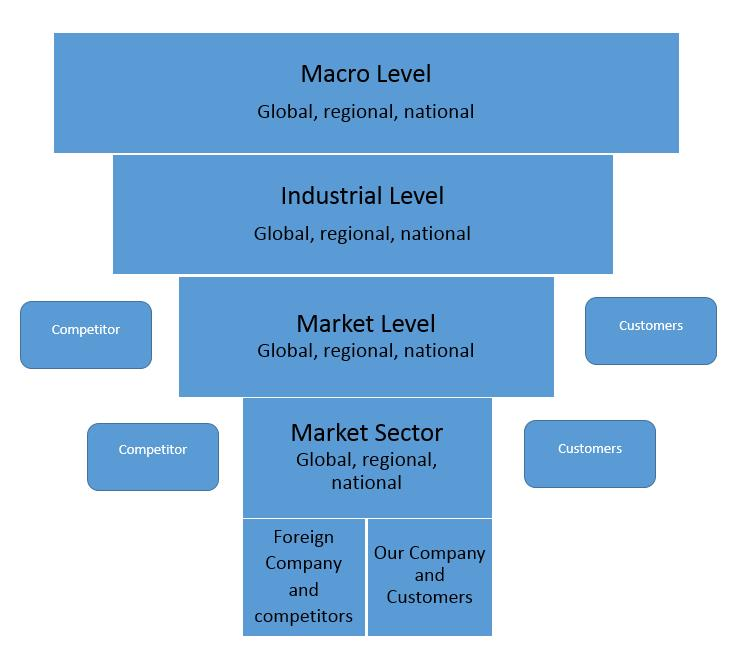
Уровни агрегации в стратегическом анализе

| Позиционирование вдоль ценовых линий | Премиум-бренд или эконом-бренд |
| Позиционирование для пользователя или группы пользователей | Ассортимент детских товаров Johnson & Johnson (например, шампунь No Tears)                                                         |
| Позиционирование по культурным символам | Пасхальный билби в Австралии (как культурно приемлемая альтернатива пасхальному кролику), используемый как форма пасхальных конфет |

## Гибридные конкурентные стратегии[32]
Стратегии бизнес-стратегий, которые успешно сочетают лидерство по затратам с дифференциацией, называются гибридными конкурентными стратегиями.  Однако этот подход противоречит гипотезе Майкла Портера о несовместимости, которая требует от каждого бизнеса выбора одной из двух стратегий для создания конкурентных преимуществ.
Гибридная стратегия поддерживает убеждение, что универсальные конкурентные стратегии Портера не всегда отвечают требованиям динамической среды бизнес-среды.  Таким образом, подход Портера был критически отражен, и был разработан ряд гибридных конкурентных стратегий, чтобы помочь компаниям гибко сочетать конкурентную дифференциацию и лидерство по затратам.  Цель состоит в том, чтобы добиться синхронного улучшения дифференциации и стоимости позиции.  В последующем различают три различных варианта гибридной стратегии: одновременная, последовательная и мультилокальная стратегия.

### Одновременная стратегия
Здесь процессы достижения лидерства и дифференциации затрат протекают одновременно.  Компания обеспечивает конкурентные преимущества, адаптируясь к различным меняющимся условиям окружающей среды.  В связи с быстрыми изменениями на рынке возникают сложные этапы планирования.  Это недостаток одновременной стратегии.  Корстен и Уилл утверждают, что одновременно может быть достигнуто лидерство в расходах и дифференциация посредством проектирования производственных процессов  Здесь конкурентные требования и производственная стратегия должны быть согласованы друг с другом наилучшим образом.  Их стратегический подход сочетает в себе выгодную позицию по затратам с сильной дифференциацией.  Kaluza разработал подход динамической дифференциации продуктов, чтобы обеспечить конкурентные преимущества.  В основе его стратегии меняются предпочтения клиента.  Компания должна гибко реагировать на изменения и иметь возможность выполнять изменение продукта как можно быстрее.  Чтобы добиться динамичной дифференциации продукта, технология, организация и сотрудники должны быть оптимально адаптированы к компании.

### Последовательная стратегия
Последовательная стратегия также направлена на объединение двух конкурентных стратегий лидерства и дифференциации затрат.  Это происходит, однако, поочередно.  Как только определенная желаемая конкурентная позиция достигнута, компаниям рекомендуется переходить от одной стратегии к другой.  Предполагается, что выгоды, полученные от ранее использованной стратегии, останутся у компании после изменения.  Денежный поток, генерируемый таким образом, должен использоваться в соответствии с этим представлением для осуществления изменения стратегии.  Кроме того, это изменение часто включает в себя важные инновации для компании.  Недостаток последовательной стратегии заключается в том, что компании испытывают высокую потребность в финансовых ресурсах.  Кроме того, изменение стратегий может привести к конфликтам в структуре персонала, так как стиль лидерства у руководителей затрат, как правило, сложнее и, как говорят, имеет более узкие кадровые структуры, тогда как стратегия дифференциации дает творческому и управленческому персоналу большую творческую свободу.
Эти недостатки также объясняют, почему Портер предполагает более низкую прибыльность, если позиционирование неясно.  Цель опережающих стратегий Гилберта и Штребеля - получить конкурентное преимущество, переключаясь между вариантами стратегии лидерства в затратах и дифференциации.  Производимые товары должны приносить большую выгоду по низкой цене.  На этапе дифференциации, если это возможно, должны быть созданы стандарты на продукцию, чтобы затраты снижались на этапе лидерства по затратам за счет стандартизации процессов и продукции.  В связи с изменением условий продукты должны быть обновлены.  Это приводит к возобновлению реализации стратегии дифференциации.
Стратегия массовой настройки Davis and Pine сочетает массовое производство с индивидуальными предпочтениями клиентов.  В результате преимущества лидерства и дифференциации затрат реализуются одновременно.  Адаптация к покупателям происходит из-за меньшего количества, но важных особенностей.

### Мультилокальная стратегия
Мультилокальная стратегия сочетает в себе две конкурентные стратегии лидерства и дифференциации затрат со стратегией интернационализации компании.  Мульти-локальная стратегия приводит к пространственному разделению соответствующих стратегических ориентаций.  Две конкурентные стратегии: лидерство и дифференциация затрат связаны здесь со стратегией интернационализации компании. Стремление к лидерству по затратам из-за растущей гомогенизации международного рынка отличается от стратегии дифференциации из-за местных различий.  Целью этих стратегий является достижение максимально возможной прибыли от продаж.  Соответствующая компания должна учитывать свои сильные и слабые стороны при выборе международной ориентации.  Мефферт проводит здесь различие между четырьмя различными типами стратегий: «Глобальная», «Двойная», «Международная» и «Многонациональная».  Глобальная стратегия стандартизирует как продукцию, так и производство на международном уровне.  Двойная стратегия преследует одновременное достижение преимуществ глобализации и локализации.  В международной стратегии продажи нескорректированных продуктов осуществляются с внутреннего рынка на внешних рынках.  Многонациональная стратегия направлена на локальную адаптацию продуктов.

## Воспринимаемое отображение
Чтобы определить подходящие позиции, которые компания или бренд могут занять на данном рынке, аналитики часто обращаются к таким методам, как перцептивное картирование или анализ соответствия.  Карты восприятия - это схематическое представление ментальных представлений потребителей об относительном месте, которое различные бренды занимают в категории.  Традиционно перцептивное картирование выбирает две переменные, которые имеют отношение к потребителям (часто, но не обязательно, цена и качество), а затем просит образец рынка объяснить, где они разместят различные бренды с точки зрения двух переменных.  Результаты усредняются по всем респондентам, и результаты наносятся на график, чтобы показать, как средний член населения рассматривает бренд, составляющий категорию, и как каждый из брендов относится к другим брендам в той же категории.  Хотя карты восприятия с двумя измерениями являются общими, также используются многомерные карты.  Ключевым преимуществом перцептивного картирования является то, что оно может выявить пробелы на рынке, которые фирма может выбрать «собственными».
|                                                                                                |                                                     |                                                       |
| Простая карта восприятия категории транспортных средств США (с использованием двух переменных) | Многомерная карта восприятия категории анальгетиков | Карта восприятия для гипотетической категории товаров |

### Алгоритмы, используемые в анализе позиционирования
Следующие статистические процедуры были признаны полезными при проведении анализа позиционирования:
- Кластерный анализ [33] включая кластеризацию с перекрытием [34]
- Анализ соответствия [35]
- Совместный анализ [36]
- Многомерное масштабирование, особенно неметрическое (NMS) [37]
- Многомерный анализ [38]

## Реорганизация
Правильная стратегия позиционирования в нужное время может помочь бренду создать мощный имидж в сознании потребителей.   Время от времени текущая стратегия позиционирования не находит отклика.  Это может быть связано с появлением новых участников рынка, изменением предпочтений клиентов, структурными изменениями на целевом рынке (такими как старение, проскальзывание сегмента) или просто тем, что клиенты забыли о бренде и его положении.  Когда это происходит, компании может потребоваться рассмотреть ряд вариантов: 
* {{Укрепление текущего}} позиционирования: укрепление концепций функций, которые привели к тому, что клиенты в первую очередь приняли благоприятный взгляд
* Создайте новую должность: ищите подходящие ниши, где клиенты не обслуживаются, и занимают это пространство
* Перегрупировка (или удаление): изменение отношения потребителей к товару или бренду, обычно с помощью сравнительной рекламы.
Перепозиционирование предполагает преднамеренную попытку изменить то, как потребители видят товар или бренд.  Перепозиционирование может быть стратегией высокого риска, но иногда вариантов мало. 
Модели поведения Фишбейна и Розенберга   указывают на то, что бизнес может влиять и изменять позиционирование бренда, манипулируя различными факторами, которые будут влиять на отношение потребителя.  Исследования отношения людей показывают, что позиция бренда в сознании потенциального потребителя, скорее всего, будет определяться «совокупным количеством характеристик продукта, таких как цена, качество, долговечность, надежность, цвет и вкус».   Потребитель придает важное значение каждой из этих характеристик продукта, и это может быть возможно с помощью таких мер, как рекламные усилия, чтобы изменить вес, качество, долговечность, надежность, цвет и вкус, которые затем могут помочь отрегулировать положение бренда в сознании потенциального потребителя.    Компании, занимающиеся перепозиционированием, могут преуменьшать некоторые различия и подчеркивать другие.

### Перестановка компании
На волатильных рынках может быть необходимо - даже срочно - изменить положение всей компании, а не просто продуктовой линейки или бренда.  Например, когда Goldman Sachs и Morgan Stanley внезапно перешли от инвестиций к коммерческим банкам, ожидания инвесторов, сотрудников, клиентов и регулирующих органов должны были измениться, и каждая компания должна была повлиять на то, как эти представления изменились.  Это включает в себя изменение положения всей фирмы.  Это особенно верно для малых и средних фирм, у многих из которых часто нет сильных брендов для отдельных продуктовых линеек.  В условиях затяжного спада деловые подходы, которые были эффективными в условиях здоровой экономики, часто становятся неэффективными, и возникает необходимость изменить позиционирование фирмы.  Например, в высококлассных ресторанах, которые ранее процветали за счет ужинов со счетами и корпоративных мероприятий, может впервые потребоваться подчеркнуть ценность как инструмент продаж.
Изменение позиции компании подразумевает не только маркетинговую задачу.  Это включает принятие жестких решений о том, как меняется рынок и как отреагируют конкуренты фирмы.  Часто эти решения должны приниматься без достаточной информации, просто потому, что определение «волатильности» состоит в том, что изменение становится трудно или невозможно предсказать.

### Рекламные макеты
- Overview of theories of advertising effects
- AISDALSLove
- DAGMAR marketing
- Elaboration likelihood model (article)

## Рекомендации
1. 1 2 3 4 5 6  .
2. 1 2  P; Andrei. Does Positioning Have a Place in the Minds of our Students? (англ.) // Annals of the University of Oradea, Economic Science Series : journal. — 2010.
3. 1 2 3 4 5 6 7 8 9  John P.; Maggard. Positioning Revisited (англ.) // Journal of Marketing[англ.] : journal. — 1976. — 1 January (vol. 40, no. 1). — P. 63—66. — doi:10.2307/1250678.
4. ↑  Jack Trout. Positioning" is a game people play in today's me-too market place (англ.) // Industrial Marketing : journal. — 1969. — P. 51—55.
5. ↑  marketing. — 2011. — С. 147.
6. ↑   Шварцкопф С., «Превращение товарных знаков в бренды: как рекламные агентства создали бренды на мировом рынке, 1900–1930» Рабочий документ CGR, Университет королевы Марии, Школа бизнеса и центр управления исследованиями глобализации Лондон, 18 августа 2008 г.
7. ↑   Cano, C., «Недавняя эволюция концепций и мыслей сегментации рынка, главным образом, академиками маркетинга», в книге Э. Шоу «Ред. Истории маркетинга», Материалы 11-й конференции по историческому анализу и исследованиям в области маркетинга (CHARM), Бока Рантон, Флорида, АРИМ, 2003
8. ↑  T. Ellson. Culture and Positioning as Determinants of Strategy: Personality and the Business Organization (англ.). — Palgrave Macmillan UK, 2004. — P. 260. — ISBN 978-0-230-50981-8.
9. ↑  Stephen R. Fox. The Mirror Makers: A History of American Advertising and Its Creators (англ.). — University of Illinois Press. — P. 324. — ISBN 978-0-252-06659-7.
10. ↑   Урд, М. и Кох, C., «Рынки и ориентированные на бренд школы позиционирования», журнал «Управление продуктами и брендами», вып. 23, нет. 7, 2014, стр. 478-490
11. ↑   Огилви Д., Признания рекламщика , 1963
12. ↑   Дэвид Огилви, Ogilvy on Advertising, Vintage Books, (1983), 1985
13. ↑   Огилви Д., «Имидж и бренд: новый подход к творчеству» «Созданные бренды на глобальном рынке, 1900-1930» Рабочий документ CGR, Университет Королевы Марии, Лондон, 18 августа 2008 г.
14. 1 2   Дэвид Огилви, Ogilvy on Advertising, (1983) Vintage Books, 1985, p. 12
15. ↑   Кано, «Недавняя эволюция концепций и мыслей сегментации рынка, прежде всего, академиками маркетинга», в книге Э. Шоу (ред.) «Романтика истории маркетинга: материалы 11-й конференции по историческому анализу и исследованиям в маркетинге» (CHARM ), Бока Рантон, Флорида: AHRIM, 2003, с.18
16. ↑   Шварцкопф С., Превращение товарных знаков в бренды: как рекламные агентства создавали бренды на глобальном рынке, 1900-1930, CGR Working Paper, Университет королевы Марии, Лондон, 18 августа 2008 г., с. 22
17. ↑   Кано, «Недавняя эволюция концепций и мыслей сегментации рынка, прежде всего, академиками маркетинга», в книге Э. Шоу (ред.) «Романтика истории маркетинга: материалы 11-й конференции по историческому анализу и исследованиям в маркетинге» (CHARM ), Boca Ranton, FL: AHRIM, 2003, pp. 16-18
18. ↑   Энис Б. и Кокс К. Маркетинговая классика: подборка влиятельных статей, Бостон, Аллин и Бэкон, 1969
19. ↑  Marc de Swaan Aron. How Brands Were Born: A Brief History of Modern Marketing (англ.) // The Atlantic : magazine. — 2011. — 3 October. Архивировано 13 марта 2019 года.
20. ↑  A Simple Definition of Brand Positioning. The Branding Journal. Дата обращения: 14 ноября 2017. Архивировано 15 ноября 2017 года.
21. ↑  Brand Positioning Strategy. Equibrand Consulting. Дата обращения: 14 ноября 2017. Архивировано 13 ноября 2017 года.
22. ↑   Моутинью, Л., «Сегментация, таргетирование, позиционирование и стратегический маркетинг», Глава 5 «Стратегическое управление в туризме», Моутинью, Л. (ред.), CAB International, 2000, с. 121–166.
23. ↑  Инсайдер маркетинга, «Оценка сегментов рынка», онлайн: https://marketing-insider.eu/marketing-explained/part-i-defining-marketing-and-the-marketing-process/market-targeting/ Архивная копия от 5 марта 2021 на Wayback Machine
24. ↑  Деловой словарь, http://www.businessdictionary.com/definition/positioning.html Архивная копия от 26 февраля 2017 на Wayback Machine
25. ↑  Michael; Mulvey. Experiential positioning: Strategic differentiation of customer-brand relationships (англ.) // Innovative Marketing : journal. — 2009. — January (vol. 5). Архивировано 26 декабря 2017 года.
26. 1 2  Geoffrey Moore. Crossing the Chasm. — HarperCollins Publishers, 1991. — ISBN 0887305199.
27. ↑   Volvo Creative Brief, Росситер, Дж. И Перси, Л., Управление рекламными коммуникациями и продвижением, Нью-Йорк, McGraw-Hill, 1997, с. 159
28. ↑  Charles Lamb. Essentials of Marketing. — South-Western Cengage Learning, 2012. — ISBN 978-0-538-47834-2.
29. 1 2 3 4  R; Ostasevičiūtė. Theoretical Aspects of Product Positioning in the Market (англ.) // Engineering Economics : journal. — 2008. — February.
30. ↑   Роджерс, Южная Каролина, Маркетинговые стратегии, тактики и методы: Руководство для практиков , Greenwood Publishing Group, 2001, стр. 90-92; Белч Г., Белч М.А., Керр Г. и Пауэлл И. Управление рекламой и продвижением: перспектива интегрированной маркетинговой коммуникации , Макгро-Хилл, Сидней, Австралия, 2009, стр. 205-206
31. ↑  Kaschny. Innovation and Transformation. — 2018.
32. ↑  Kaschny, Martin. Innovation and Transformation. — Springer Verlag, 2018. — С. 49—96. — ISBN 978-3-319-78524-0.
33. ↑   Хоффман, DL и Franke, GR, "Анализ соответствия: графическое представление категориальных данных в маркетинговых исследованиях", Journal of Marketing Research, 23, 1986, с. 213–227.
34. ↑   Phipps, A., Кэрролл, JD и Wind, YJ, «Перекрывающаяся кластеризация: новый метод позиционирования продукта», Journal of Marketing Research, Vol. 18, № 3 1981, с. 310-317
35. ↑   Wena, CH и Chen, WY, "Использование многократного кластерного анализа корреспонденции для отображения конкурентной позиции авиакомпаний", Journal of Air Transport Management , Vol. 17, № 5, 2011, с. 302–304
36. ↑   Пол Э. Грин и Абба М. Кригер Совместный анализ с приложениями для позиционирования продукта Глава 10 Руководства по исследованию операций и науке об управлении , Vol. 5 [Маркетинг], Элиашберг, Дж. и Lilien, GL (eds), Elsevier, 1993 https://dx.doi.org/10.1016/S0927-0507(05)80023-4 , стр. 467–515
37. ↑   Моутинью, Л., «Сегментация, таргетирование, позиционирование и стратегический маркетинг», Глава 5 « Стратегическое управление в туризме» , Моутинью, Л. (ред.), CAB International, 2000, с. 121-166
38. ↑   Mazanec, JA, "Анализ позиционирования с самоорганизующимися картами: предварительное исследование роскошных отелей", Администрация отеля и ресторана Cornell, Quarterly , Vol. 36, № 6, 1995, стр. 80-95
39. ↑  S. A; Sair. Consumer Psyche and Positioning Strategies // Pakistan Journal of Commerce & Social Sciences. — 2014.
40. ↑   Блайт Дж. Ключевые понятия в маркетинге , Sage, 2009, с. 171
41. ↑   Стридом, J., Введение в маркетинг , Юта и компания, 2005. С. 77-78.
42. 1 2  Michael L.; Ray. A Decision Sequence Analysis of Developments in Marketing Communication (англ.) // Journal of Marketing[англ.] : journal. — 1973. — 1 January (vol. 37, no. 1). — P. 29—38. — doi:10.2307/1250772.